# Paul-Otto Schmidt
Paul Otto Gustav Schmidt (1899-1970) fue un traductor e intérprete en el Ministerio de Asuntos Exteriores de Alemania entre 1923 y 1945, trabajando bajo la administración de la República de Weimar y del Tercer Reich, en calidad de jefe del cuerpo de traductores gubernamentales, por lo cual actuó como permanente intérprete oficial de Adolf Hitler.

## Carrera

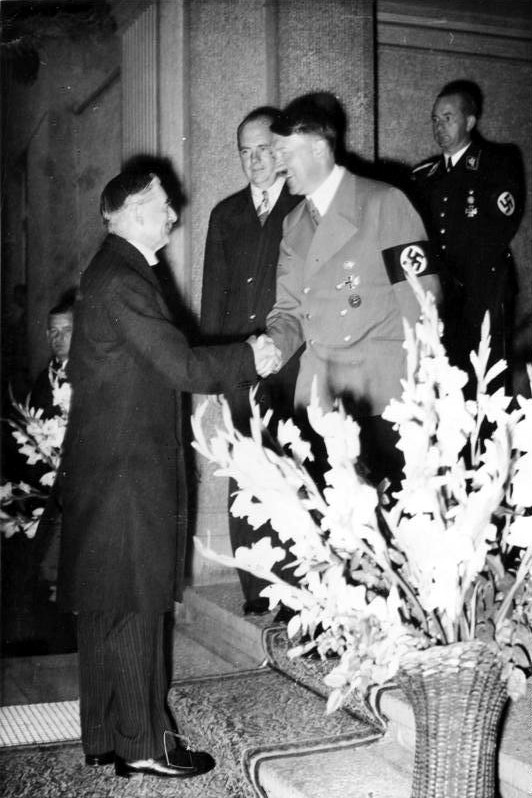
Paul-Otto Schmidt (al centro) traduciendo entre Neville Chamberlain y Hitler. Bad Godesberg, 24 de septiembre de 1938.

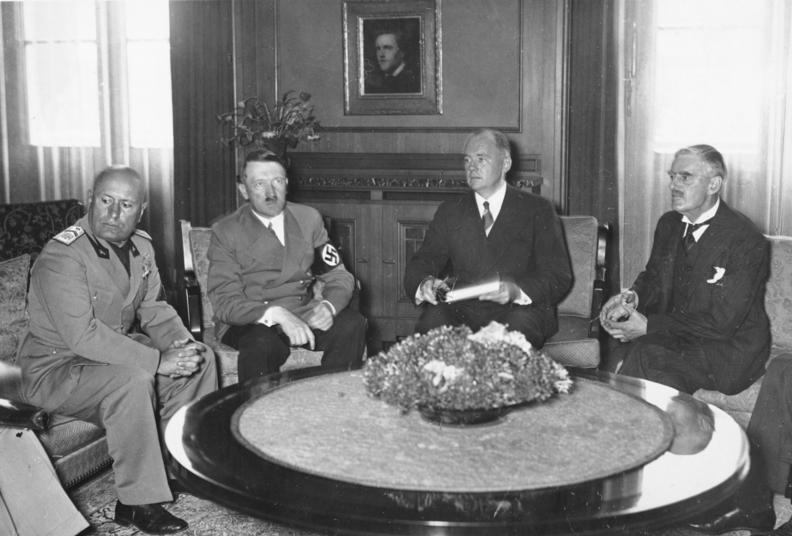
Paul-otto junto a Mussolini, Hitler y Chamberlain.

Tras servir como soldado en Francia durante la Primera Guerra Mundial, Schmidt estudió idiomas en Berlín, y en 1921 empezó a estudiar en el Ministerio de Asuntos Exteriores de la República de Weimar para ser traductor oficial en conferencias; gracias a sus conocimientos de numerosos idiomas europeos (como francés, inglés, holandés, italiano, español, ruso, checo, eslovaco y polaco), Schmidt destacó prontamente y en 1923 empezó a ejecutar traducciones en la Corte Permanente de Justicia Internacional.
Al año siguiente Schmidt empezó a trabajar en conferencias internacionales por mandato del gobierno alemán y así prestó servicios en las reuniones del Tratado de Locarno de 1925 y en la Conferencia Económica de Londres. También fue traductor para la Sociedad de Naciones. En 1928 el canciller Gustav Stresemann lo designó traductor oficial principal del gobierno alemán y mantuvo esa posición hasta 1945.
Como parte de sus deberes oficiales, Schmidt sirvió como traductor de Adolf Hitler en sus entrevistas con Neville Chamberlain y Edouard Daladier durante la Conferencia de Múnich; de igual forma actuó como traductor ante el presidente checo Emil Hácha en sus conferencias con Hitler durante la Crisis de los Sudetes, así como en reuniones de Hitler con el dictador italiano Benito Mussolini y el conducator rumano Ion Antonescu.
En 1940 Schmidt fue traductor de Hitler ante Philippe Pétain durante la Entrevista de Montoire aunque no se le permitió participar personalmente en la Entrevista de Hendaya entre Hitler y Francisco Franco. En 1943 Schmidt se unió al Partido Nazi.
Arrestado en mayo de 1945 por la policía militar estadounidense, Schmidt fue liberado en 1948. Durante ese periodo fue llamado como testigo en el Proceso de Núremberg el año 1946.
Tras su liberación publicó sus memorias con el título de Un extra en la escena diplomática, narrando en dicho libro sus experiencias como intérprete oficial de Hitler en varias entrevistas históricas del dictador alemán, respecto de su trabajo emitió un consejo como traductor oficial: "Un buen intérprete diplomático debe tener tres características: la primera es, paradójicamente, ser capaz de estar callado, luego debe ser experto en el tema que traduce, y sólo en tercer lugar está su dominio del idioma que traduce".
Schmidt se dedicó a la enseñanza de idiomas en Múnich y se jubiló en 1967, muriendo en dicha ciudad tres años después.